# San Luis (Arizona)
San Luis è una città degli Stati Uniti d'America, situata nella contea di Yuma, nello Stato dell'Arizona.